# Rozmowa (Глинка)
«Rozmowa» (также известен как «Разговор», «О милая дева») — романс М. И. Глинки на одноимённое стихотворение А. Мицкевича. Написан в 1849 году в Варшаве на оригинальный польский текст; позже появилась русскоязычная версия.

## История
Известно, что Глинка имел польские корни, проявлял интерес к польской культуре и неоднократно бывал в Польше. Он был лично знаком со многими деятелями польской культуры, в том числе с Адамом Мицкевичем. В 1843 году Глинка написал на его слова (в русском переводе С. Голицына) романс «К ней».
Романс «Rozmowa» был написан в 1849 году в Варшаве. Об обстоятельствах его возникновения рассказывает в своих «Записках» сам композитор. Живя в Варшаве, он часто посещал «заведение Ома» (загородный ресторан), где познакомился с дочерьми владельца. Младшая, Эмилия, или Миця Ом, — «маленькая, стройненькая, живая и вострая» — возбудила в Глинке, по его собственным словам, «поэтическое чувство», вдохновившее его на музыкальную деятельность. В это же время земляк композитора, полковник М. И. Кубаровский, предложил ему стихотворение Мицкевича «Rozmowa», о котором Глинка пишет: «Миця презабавно учила меня читать и произносить его». Ей он и посвятил законченный осенью 1849 года романс.
Романс стал единственным произведением Глинки на оригинальный польский текст. Сохранился недатированный автограф с подтекстовкой на польском языке, написанный рукой Глинки. Весь тираж романса, изданного в Варшаве в 1850 году, был немедленно раскуплен.
Существует также автограф с русским текстом, озаглавленный «Романс. Подражание стихам М…» и с датой «Мая 13, 1852. С-Пбург». В 1852 году романс был издан М. И. Бернардом под названием «О милая дева!». Автор русских слов неизвестен; предполагается, что им мог быть сам Глинка. В русской версии романса несколько изменена и вокальная партия, что обусловлено особенностями русского стихосложения.
Интересно, что позднее на это же стихотворение Мицкевича появились ещё два романса русских композиторов: «О милая дева» А. С. Даргомыжского (1856) и «Разговор» Ц. А. Кюи (1876). Кроме того, ранее, в 1839 году польский композитор С. Монюшко также написал романс «Rozmowa» (неизвестно, знал ли его Глинка, хотя с Монюшко он был знаком).

## Общая характеристика
О, милая дева, нет сил мне словами

Мученья любви передать без смущенья.

Зачем не могу я души моей пылкой

Излить в твою душу безмолвно и страстно!

Слова так бессильны, слова так ничтожны;

Едва отзовутся, в устах замирают!

Люблю тебя страстно! — сто раз повторяю,

А ты уж грустна и сердиться готова

За то, что восторгов любви я не в силах

Тебе передать ни словами, ни в звуках!

И будто сон смерти глаза мне смыкает,

И к жизни я рвусь из темницы могильной.
На польский колорит романса сразу указывает обозначение «Tempo di mazurka». Однако жанр мазурки трактуется вольно, на что указывает и подзаголовок романса, данный самим композитором: «fantazja do śpiewu» («фантазия для пения»).
Инструментальное вступление к романсу весьма развёрнуто — М. А. Овчинников видит в нём «вполне законченную танцевальную миниатюру» — и интонационно перекликается с фортепианными мазурками Глинки. В вокальной партии объединяются песенные и танцевальные черты; её хроматический строй гармонирует с ритмом мазурки. Средняя часть романса, однако, лишена танцевальности. Вокальная партия близка здесь к речитативу; этот раздел становится «лирическим центром» романса, в котором взволнованность сменяется смирением и безысходностью. После повторного фортепианного вступления звучит реприза, и именно она является кульминацией всего произведения: в ней слышатся решительность и воля, окрепшая в страданиях.
По мнению О. Е. Левашёвой, в романсе чувствуется, что он написан по случаю, из желания угодить приятельнице. М. А. Овчинников отмечает некоторое неудобство мелодии для вокалиста и предполагает, что это стало причиной её редкого исполнения. Вместе с тем Овчинников полагает, что «не так уж много в мировой вокальной литературе романсов, … , где бы так пламенно, с такой настойчивой нежностью и вместе с тем со славянским темпераментом, в котором никогда не иссякает лирическая струя, герой стремился бы покорить сердце своей избранницы».

## Исполнители
Известно, что Глинка обладал хорошим голосом и нередко исполнял свои романсы, хотя и не все. Сохранились свидетельства о том, что «Rozmowa» входила в его репертуар. В числе исполнителей романса были также А. И. Орфёнов и И. И. Масленникова.